# Partir (film, 2009)
Pour les articles homonymes, voir Partir.
Pour plus de détails, voir Fiche technique et Distribution.
Partir est un film français réalisé par Catherine Corsini  sorti en 2009.

## Synopsis
Suzanne est mariée à Samuel, un chirurgien, ils ont deux enfants adolescents. Suzanne souhaite reprendre son activité de kinésithérapeute alors Samuel engage une entreprise de BTP pour aménager une dépendance de leur maison et la transformer en cabinet médical. C'est dans ces circonstances que Suzanne fait la connaissance de Ivan, l'ouvrier catalan qui vient faire les travaux. Ils sont rapidement attirés l'un par l'autre et Suzanne va quitter son mari, abandonner tout ce qu'elle possède pour vivre cette passion.

## Fiche technique
- Titre : Partir
- Titre France : Partir
- Réalisation : Catherine Corsini
- Scénario : Catherine Corsini
Avec la collaboration de Gaëlle Macé
- Image : Agnès Godard
- Décors : Laurent Ott
- Costumes : Anne Schotte
- Son : Yves-Marie Omnes, Olivier Dô Hùu, Benoît Hillebrant
- Montage : Simon Jacquet
- Casting : Brigitte Moidon
- Assistant réalisateur : Olivier Genet
- Directeur de production : Marc Fontanel
- Scripte : Camille Brottes-Beaulieu
- Produit par : Fabienne Vonier
- Producteur associé : Michel Seydoux
- Coproducteurs : Olivier Legrain, Vincent Malle
- Producteur exécutif : Stéphane Parthenay
  - Coproduction : Pyramide Productions, Camera One, VMP, Solaire Production
  - Avec la participation de : Canal+ et Cinécinéma
  - En association avec : Cofinova 5
- Distribution : Pyramide
- Pays :  France
- Dates de sortie : 
  - France : 22 avril 2009[réf. nécessaire]
  - Belgique : 12 août 2009

## Distribution
- Kristin Scott Thomas : Suzanne
- Sergi López : Ivan
- Yvan Attal : Samuel
- Bernard Blancan : Rémi
- Aladin Reibel : Dubreuil
- Alexandre Vidal : David
- Daisy Broom : Marion
- Berta Esquirol : Berta
- Gérard Lartigau : Lagache
- Geneviève Casile : la mère de Samuel
- Philippe Laudenbach : le père de Samuel
- Michèle Ernou : Mme Aubouy
- Jonathan Cohen : le banquier
- Anne Marlange